# 진해중학교
진해중학교(鎭海中學校)는 대한민국 경상남도 창원시 진해구 여좌동에 있는 공립 중학교이다.

## 학교 연혁
- 1944년 2월 20일 : 4년제 공립중학교 설립 인가
- 1946년 9월 1일 : 6년제 공립중학교로 개편
- 1950년 5월 2일 : 제1회 졸업(6년제)
- 1951년 5월 20일 : 교육법 개정으로 3년제 중학교로 개편
- 1951년 7월 9일 : 제1회 졸업(3년제)
- 1951년 9월 10일 : 진해고등학교와 분리 개교
- 2023년 1월 10일 : 제73회 졸업식(181명, 누계 26,358명)
- 2023년 3월 2일 : 제76회 입학(100명, 누계 26,443명)
- 2023년 9월 1일 : 제32대 류홍률 교장 취임

## 참고 자료
- 진해중학교 - 한국교육학술정보원 학교알리미